# Pterobrimus
Pterobrimus is een geslacht van Phasmatodea uit de familie Heteropterygidae. De wetenschappelijke naam van dit geslacht is voor het eerst geldig gepubliceerd in 1906 door Redtenbacher.

## Soorten
Het geslacht Pterobrimus is monotypisch en omvat slechts de volgende soort:
- Pterobrimus depressus Redtenbacher, 1906